# Apistosia chionora
Apistosia chionora är en fjärilsart som beskrevs av Edward Meyrick 1886. Apistosia chionora ingår i släktet Apistosia och familjen björnspinnare. Inga underarter finns listade i Catalogue of Life.